# 堀川泰宗
堀川泰宗（ほりかわ　たいそう、1862年 - 1944年11月）パンケナイ砂金地発見者（砂金王）、湧別駅逓経営者、大東流合気柔術教授代理（武術家）

## 略歴
陸中国盛岡（岩手県盛岡市）に藤野泰円の次男（6人兄弟）として生まれる。
1876年（明治9年）14歳の時に、函館の願乗寺にいた従兄弟の堀川乗経の許に来た後に、堀川宝雷の養子となる。
1894年（明治27年）4月10日、北見枝幸で長男、堀川幸道（大東流合気柔術　永世名人位、免許皆伝師範）生まれる。幼名は幸太郎。
武術は、松前藩柔術指南役、村田小藤太に師事して奥儀を究め、剣道三段、囲碁二段の腕前だった。当時、村田小藤太は幕府講武所奉行 男谷総守源信友 門下直心影流剣術の免許皆伝と楊心流柔術を修めていた。（堀川泰宗記載の英名録には、渋川流柔術と記載がある。その為、村田は渋川流柔術も合わせて修めていた可能性がある。）
松前出身の永井和歌と結婚し、北見枝幸に移住。
1898年（明治31年）堀川家は湧別に移住し、金物、薬種商等を営んだ。
1898年6月、枝幸地方幌別川の上流にあったパンケナイ川で砂金鉱区を発見し、その鉱区の経営をしていた。砂金王となる。
砂金地発見の一報を聞きつけた人々が一攫千金を夢みて全国から押し寄せゴールドラッシュとなる。
1906年（明治39年） 第一回村会議員に当選し、村政に活躍する。
1908年（明治41年）から1928年（昭和3年）まで20年間、湧別駅逓を経営した。
1912年（大正元年）武田惣角が湧別駅逓に宿泊したのが機縁となり、惣角の弟子になる。
1914年（大正３年）武田惣角より許され大東流合気柔術教授代理となる。
1930年（昭和5年）武田惣角の東京朝日新聞の取材に堀川泰宗が立ち会う。
「世を避けた今卜傳　目にも止まらぬ大東流合気の早業」として昭和5年８月17日の東京朝日新聞に掲載された。
1944年（昭和19年）11月、堀川泰宗82歳没。 